# Mala-Balanica-Höhle
Die Mala-Balanica-Höhle („kleine Balanica-Höhle“; gesprochen: „Balanitza“) ist eine paläoanthropologische und archäologische Fundstätte im Südosten von Serbien in der Nähe von Niš. In ihr wurde im Jahr 2009 ein teilweise erhaltener homininer Unterkiefer entdeckt, der Unterkiefer von Mala Balanica, der als östlichster Beleg für die Anwesenheit der mittelpleistozänen Art Homo heidelbergensis in Europa gilt.

## Beschreibung der Höhle
Die Mala-Balanica-Höhle ist eine 25 Meter lange Karst-Kammer, deren Breite acht Meter und deren Höhe 2,80 Meter misst. Das Gebirge, aus dem die Höhle freigewaschen wurde, entstand im Übergang vom Jura zur Kreide. Sie liegt heute ungefähr 100 Meter über dem gegenwärtigen Verlauf des Flusses Nišava, am Südhang des Svrljiške-Gebirges in der Nähe des Ausgangs der Sićevačka-Schlucht. Vom Eingang der Höhle blickt man nach Südsüdwesten über das Flusstal. In nur sieben Metern Entfernung von ihrem Eingang befindet sich der Zugang zur benachbarten Velika-Balanica-Höhle („große Balanica-Höhle“), in der u. a. vier Zähne von zwei rund 300.000 Jahre alten, frühen Neandertalern entdeckt wurden.
Regenwasser, das durch Spalten und Risse ins Deckgestein eindringt, sorgt gegenwärtig dafür, dass Calciumcarbonat aus dem Kalkstein gelöst und der lichte Raum der Höhle erweitert wird. Der Boden der Höhle ist gefüllt von mehreren unterscheidbaren Schichten, die teils aus Kalkstein-Kies, teils aus Lehm und Sand bestehen. Eine genaue Analyse der Entstehungsgeschichte der Höhle und ihrer Verfüllungen steht noch aus und wurde in der 2011 erschienenen Beschreibung der Höhle von den Autoren als „derzeit außerhalb unserer Möglichkeiten stehend“ bezeichnet.

## Archäologische Grabungen
Die gleichermaßen geschützte wie leicht zugängliche Höhle wurde ab 2005 wissenschaftlich erforscht. Während einer Sondierungsgrabung wurden an der westlichen Höhlenwand, unmittelbar unter dem heutigen Höhlenboden, Steinwerkzeuge des Quina-Typs (einer Variante des mittelpaläolithischen Moustériens) und in der südwestlichen Ecke der Höhle eine verfüllte Grube entdeckt. In den folgenden vier Jahren wurden rund zwölf Quadratmeter Boden untersucht und in einer Tiefe von bis zu 30 Zentimetern weitere Steinwerkzeuge entdeckt. Zugleich wurde die Verfüllung der Grube entfernt, wodurch an dieser Stelle die Schichtenfolge schließlich bis in eine Tiefe von zwei Metern unter dem heutigen Höhlenboden nachvollzogen werden konnte.
In der gleichen Schicht wie die mittelpaläolithischen Artefakte entdeckten die Ausgräber Reste von Holzkohle sowie Tierknochen und Zähne, darunter die Überreste von Wölfen, Wildkatzen, Braunbären, Rotfüchsen, Baummardern, Höhlenhyänen, Rothirschen, Damhirschen, Rehen, Gämsen, Alpensteinböcken, Bibern, Steppenpfeifhasen und Waldmäusen. Zahlreiche Knochen sind durch Raubtiere oder Nagetiere zerbissen worden, einige weisen Schnittspuren auf. 

## Das Fossil BH-1

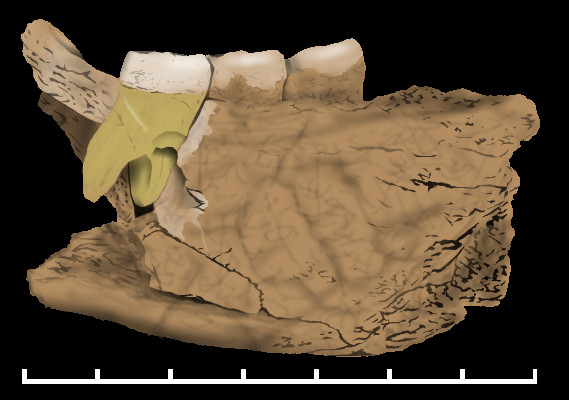
Das Fossil BH-1, 2008 entdecktes Fragment eines Unterkiefers

Der fossile Unterkiefer BH-1 (Balanica Hominin 1) wurde fünf Zentimeter unterhalb der Grubensohle entdeckt, in 1,5 Metern Tiefe unter dem heutigen Höhlenboden. Weitere Hinweise auf menschliche Aktivitäten waren in dieser Schicht nicht nachweisbar, was jedoch den Ausgräbern zufolge der noch relativ kleinen Untersuchungsfläche geschuldet sein kann. Auch in der Fundschicht von BH-1 wurden Knochen von Wölfen, Bären, Höhlenhyänen, Damhirschen und Alpensteinböcken gefunden.
BH-1 ist das 6,7 Zentimeter lange Bruchstück eines linken Unterkiefers. Es umfasst den Bereich vom hinteren Rand des Eckzahn-Zahnfachs bis zum Beginn des aufsteigenden Unterkieferastes (Ramus mandibulae) einschließlich aller drei großen Backenzähne, die noch in ihren Zahnfächern sitzen. Da auch der dritte (hintere) Backenzahn bereits vollständig durchgebrochen ist, kann geschlossen werden, dass es sich um den Überrest eines erwachsenen Individuums handelt. Der noch sehr geringe Abrieb des Zahnschmelzes lässt zusätzlich den Schluss zu, dass es ein relativ junger Erwachsener war.
Aus der ausführlichen Beschreibung des Baus von Kieferknochen und Zähnen wurde 2011 abgeleitet, dass es sich bei dem Fossil zweifelsfrei um den Überrest eines Individuums der Gattung Homo handelt. Allerdings wurde zunächst die Festlegung auf eine bestimmte Art vermieden. Ursache hierfür war insbesondere die Diskrepanz zwischen einerseits der „nicht modernen“ Morphologie des Unterkiefers, die auf eine Zugehörigkeit zu einer archaischen Art der Gattung Homo verwies; so fehlen alle typischen Merkmale der Neandertaler, andere Merkmale deuteten auf eine Nähe zu Homo heidelbergensis und sogar zu Homo erectus hin. Andererseits wies eine radiometrische Datierung dem Fossil nur ein Mindestalter von rund 70.000 bis 156.000 Jahren zu.
2013 wurde dann aber eine zweite Datierung publiziert, die die Widersprüche auflöste: Demnach ist das Fossil mindestens 397.000 bis 525.000 Jahre alt und fällt somit mindestens in die Epoche des Homo heidelbergensis. Ähnlich alt sind unter anderem die Fossilien aus der Sima de los Huesos in Spanien, der Mensch von Tautavel aus Frankreich und der Unterkiefer von Mauer aus der Nähe von Heidelberg. Aufgrund dieser Datierung gilt BH-1 als das am weitesten östlich in Europa gefundene Fossil aus dem Mittelpleistozän.
Zugleich wurden weit reichende Schlüsse bezüglich der Evolution von Homo heidelbergensis gezogen: Angelehnt an eine 2011 publizierte Studie wurden die „nicht modernen“ Merkmale von BH-1 (insbesondere das Fehlen von Merkmalen, die eine Nähe zu den späteren Neandertalern belegen) als Hinweise auf eine getrennte Fortentwicklung der westeuropäischen und der osteuropäischen Homo-Populationen interpretiert. Demnach sei die westeuropäische Population von Homo heidelbergensis während der wiederholten eiszeitlichen Kälteperioden von allen anderen Populationen isoliert worden, während in der östlichen Population noch Genfluss zu weiter südlich lebenden Populationen möglich war. Aus der westeuropäischen Population seien später die Neandertaler hervorgegangen, während die spätere Entwicklung der östlichen Population mangels hinreichend vieler Funde bislang ungeklärt sei.

## Belege
1. 1 2 3 4   Mirjana Roksandic et al.: A human mandible (BH-1) from the Pleistocene deposits of Mala Balanica cave (Sićevo Gorge, Niš, Serbia). In: Journal of Human Evolution. Band 61, Nr. 2, 2011, S. 186–196, doi:10.1016/j.jhevol.2011.03.003, Volltext.
2. 1 2   William J. Rink et al.: New Radiometric Ages for the BH-1 Hominin from Balanica (Serbia): Implications for Understanding the Role of the Balkans in Middle Pleistocene Human Evolution. In: PLOS ONE. Band 8, Nr. 2: e54608, doi:10.1371/journal.pone.0054608.
3. ↑  Mirjana Roksandic et al.: Early Neanderthals in contact: The Chibanian (Middle Pleistocene) hominin dentition from Velika Balanica Cave, Southern Serbia. In: Journal of Human Evolution. Band 166, Mai 2022, 103175, doi:10.1016/j.jhevol.2022.103175.
4. ↑   Robin Dennell et al.: Hominin variability, climatic instability and population demography in Middle Pleistocene Europe. In: Quaternary Science Reviews. Band 30, Nr. 11–12, 2011, S. 1511–1524, doi:10.1016/j.quascirev.2009.11.027.